# Chrysoprasis hispidula
Chrysoprasis hispidula är en skalbaggsart som beskrevs av Bates 1870. Chrysoprasis hispidula ingår i släktet Chrysoprasis och familjen långhorningar. Inga underarter finns listade i Catalogue of Life.